# Blumen der Nacht (1987)
Blumen der Nacht ist ein US-amerikanischer Psychothriller aus dem Jahre 1987. Die Filmhandlung basiert auf dem gleichnamigen Roman (engl.: Flowers in the Attic) von V. C. Andrews aus dem Jahr 1979.

## Handlung
Weil sie ihren eigenen Onkel heiratete, wurde Corinne von ihrem reichen Vater verstoßen und enterbt. Die Ehe zwischen Corinne und Christopher Dollanganger verläuft jedoch harmonisch. Umso größer der Schock für Corinne und die vier Kinder (die beiden Teenager Cathy und Chris sowie die vierjährigen Zwillinge Cory und Carrie), als eines Abends die Polizei den Unfalltod ihres Mannes bzw. Vaters mitteilen muss. Nun völlig mittellos, bleibt für Corinne nach fünfzehn Jahren Ehe nur der Ausweg zurück zu ihren Eltern, welche in einem riesigen Herrenhaus mit weiträumiger Parkanlage leben.
Corinne möchte mit diesem Umzug die Gunst und das Vertrauen ihres schwerkranken Vaters zurückgewinnen, damit dieser sie wieder als Alleinerbin einsetzt. Da dieser zur Umsetzung dieses Plans jedoch nichts von der Existenz der Kinder wissen darf, werden diese in einem Zimmer eingesperrt. Unter dem strengen Regime der Großmutter Olivia leben die Kinder von der Außenwelt abgeschirmt in Gefangenschaft, einzig der weiträumige Dachboden verbleibt ihnen als Rückzugs- und Spielraum. Vorerst sind die Kinder bereit und willens, den Plan ihrer Mutter zu unterstützen. Doch während der folgenden Wochen und Monate werden die Besuche der Mutter immer seltener. Erste Zweifel über die wahren Absichten der Mutter wechseln sich ab mit der Angst, dass auch ihre Mutter wie sie gefangen gehalten wird. Zweimal wagen die beiden älteren Kinder des Nachts Fluchtversuche, welche jedoch beide misslingen.
Den Kindern fällt es immer schwerer, sich mit ihrer Gefangenschaft abzufinden. Neben der Isolation müssen die Jugendlichen auch Hunger leiden, da die Verpflegung nur noch unregelmäßig zugeteilt wird. Immer mehr schwindet ihnen das Vertrauen zur Mutter, die Beziehung zu ihr bei ihren seltenen Besuchen kühlt sich ab. Dies erst recht, als mit Cory einer der beiden jüngeren Zwillinge schwer erkrankt. Nur widerwillig lassen sich die Großmutter und die Mutter „überreden“, ihn ins Krankenhaus zu fahren. Anderntags teilt die Mutter den anderen Kindern mit, dass ihr Bruder an einer Lungenentzündung verstorben sei. Der jugendliche Leichnam wird auf dem Landsitz in ein Grab gelegt, daneben sind drei weitere Gräber bereits ausgehoben.
Cathy und Chris haben inzwischen eine Möglichkeit entdeckt, ihr Versteck zu verlassen, um heimlich im Haus auf Erkundung zu gehen. Die Jugendlichen sammeln immer mehr Indizien, die ihnen bestätigen, dass sie von ihrer Mutter belogen und verraten werden: Wieso verschweigt sie die anstehende Hochzeit mit ihrem neuen Mann Bart Winslow? Wieso verschwieg sie den Tod ihres Vaters? Die Antwort auf diese Fragen erhalten die Teenager, als sie das Testament zu lesen bekommen. Danach kann der Mutter das Erbe auch nachträglich entzogen werden, sollte sich herausstellen, dass aus ihrer ersten Ehe doch Kinder hervorgegangen sind. Nachdem eine von den Kindern im Käfig gehaltene Maus durch das Anknabbern eines Kekses gestorben ist, realisieren die Kinder, dass ihr Bruder bewusst mit Arsen vergiftet wurde und für sie das gleiche Schicksal vorgesehen ist.
Am Hochzeitstag der Mutter überwältigt Chris die Großmutter, als sie die (vergiftete) Nahrung ins Zimmer bringt. Während der Hochzeitszeremonie betreten die drei Kinder die Kirche und stellen die Mutter zur Rede. Diese leugnet apathisch die Existenz ihrer eigenen Kinder ab. In einem Kampfgerangel zwischen Mutter und Tochter stürzt die Mutter über eine Brüstung und stirbt.

## Kritiken
- Die Filmzeitschrift Cinema schreibt, „die gute Besetzung und die Kameraarbeit verleihen der Story […] einen unbestreitbaren Reiz“. „Trotz Spannung“ sei der „bizarre Psychothriller“ „‘merkwürdig’ und etwas flach“.[1]

## Abweichungen zur Romanvorlage
Zwischen der Romanvorlage von V. C. Andrews und der Filmfassung ergeben sich einige Abweichungen (Aufzählung nicht abschließend). Vor allem wurden die Tabubereiche Inzest und Sadomasochismus abgemildert.
- In der Romanvorlage ereignet sich die Geschichte in 50er Jahren, die Filmhandlung spielt gegen Ende der 80er Jahre.
- In der Romanvorlage dauert die Gefangenschaft rund dreieinhalb Jahre, im Film wird diese auf 1 Jahr gekürzt. Dementsprechend sind die beiden Teenager im Film zu Beginn der Einsperrung wesentlich älter als in der Romanvorlage (12 und 14 Jahre).
- In der Filmhandlung zertrümmert die Großmutter eine Ballerina-Statue, welche Cathy als Geschenk ihres Vaters erhalten hatte. Diese Szene ist in der Romanvorlage nicht beschrieben.
- In der Romanvorlage wird die aufkommende sexuelle Reife der Teenager umfassend umschrieben (Stichwort Inzest), im Film wird diese Thematik nicht aufgenommen.
- Im Film erhält die Mutter nach ihrer Ankunft zur Strafe 17 Peitschenhiebe (für jedes Ehejahr mit Christopher ein Hieb). In der Romanvorlage fiel die Strafe mit 33 Hieben härter aus.
- In der Filmhandlung schleichen die beiden älteren Kinder ins Krankenzimmer des Großvaters und werden folgend von ihm kurz festgehalten. Diese Filmszene ist in der Romanvorlage nicht beschrieben.
- In der Filmhandlung verlassen die Kinder das Anwesen „mittellos“, in der Romanvorlage entwenden sie Geld und Wertsachen.
- In der Romanvorlage heiratete die Mutter ihren neuen Ehemann Bart Winslow während der Gefangenschaft ihrer Kinder, während im Film der Hochzeitstag mit dem Tag der Befreiung zusammenfällt.
- Im Gegensatz zur Romanvorlage stirbt am Ende der  Filmhandlung die Mutter nach einem Sturz.
- In der Filmhandlung wird das Herrenhaus „Foxworth Hall“ von Schäferhunden bewacht, während in der Romanvorlage auf dem Anwesen keine Haustiere geduldet wurden.
- In der Filmhandlung erhalten die Kinder gepuderte Kekse, in der Romanvorlage sind es Berliner.

## Trivia
- Der Film wurde am 20. November 1987 in den USA erstmals veröffentlicht. In Deutschland erfolgte die Kinopremiere am 14. Juli 1988.[3]
- Kristy Swanson gewann im Jahr 1989 den Young Artist Award in der Kategorie „Best Young Actress in a Horror or Mystery Motion Picture“ gegen sechs andere Nominierte[4]
- Die Außenaufnahmen wurden auf dem Gelände des Castle Hill in Massachusetts gedreht. Die Innenaufnahmen erfolgten im Greystone Mansion in Beverly Hills.[5]
- Der Film erzielte in den USA ein Einspielergebnis von etwas über $ 15 Millionen.[6]
- Romanautorin Virginia C. Andrews spielt im Film eine kurze Statistenrolle als Fensterreinigerin (nach ca. 42:15 Minuten).
- 2014 erschien für das amerikanische Fernsehen eine weitere Verfilmung dieses Romans.